# Амбасада Израела у Републици Србији
Амбасада Државе Израел у Републици Србији (хебр. שגרירות ישראל בסרביה) је дипломатско представништво Државе Израел у Републици Србији, које на нерезиденцијалној основи покрива још Републику Црну Гору. На конзуларном нивоу, амбасада покрива Босну и Херцеговину на нерезиденцијалној основи.
Амбасада се налази у Булевару кнеза Александра Карађорђевића бр. 47 у Београду.
Тренутни амбасадор је Његова екселенција Јахел Вилан, који је 16. септембра 2020. године предао акредитиве председнику Републике Србије.

## Историја дипломатских односа

### Дипломатски представници
Досадашњи дипломатски представници Израела у Србији и Југославији, били су:
- Јахел Вилан, амбасадор, 2020. —
- Алона Фишер-Кам, амбасадор, 2016. — 2020.
- Јосеф Леви, амбасадор, 2011. — 2016.
- Артур Кол, амбасадор, 2007. - 2011.
- Јафа Бен-Ари, амбасадор, 2003. - 2007.
- Јорам Шани, амбасадор, 2000. - 2003.
- Авигдор Даган, посланик, 1965. - 1967.
- Аврахам Кидрон, посланик, 1963. - 1965.
- Авијезер Челуче, посланик, 1961. - 1963.
- Аврахам Даром, посланик, 1957. - 1960.
- Арје Левави, посланик, 1954. - 1957.
- Моше Ишаи, посланик, 1951.

## Конзуларна служба
Конзуларна служба при амбасади у Београду, покрива Републику Србију, као и на нерезиденцијалној основи Црну Гору и Босну и Херцеговину.

## Одељења
При амбасади постоје Економско одељење и Одељење за медије.